# Leopold Gruber (Piarist)
Leopold Gruber (* 6. September 1733 in Wien; † 13. Januar 1807 ebenda) war ein österreichischer Piarist und Gelehrter.

## Leben
Gruber trat schon mit 15 Jahren in den Orden der Piaristen ein. Nach seinen Studien wurde er bald Professor der deutschen Sprache in den Grammatikalklassen der Academia Sabandica (Theresianum) und Novizenmeister. Später wurde er zum Provinzialsekretär ernannt und 1768 Rektor des Ordenshauses in Freistadt in Oberösterreich. Nach acht Jahren auf diesem Posten nach Wien zurückberufen, erhielt er die Provinzprokuratur und das Rektorat des Piaristenkollegs St. Thekla auf der Wieden (Wien, 4. Bezirk) und Maria Treu in der Josefstadt und wurde Assistent des Provinzials.
Gruber hatte einen guten Ruf als Diplomatiker, Numismatiker und Historiker. Er verfasste Werke zu Geschichte und Mathematik und machte sich verdient durch die Herausgabe (gemeinsam mit Joseph Wendt von Wendtenthal) des Specimen Bibliotheca Austriaca des Reichsagenten Johann Nicolaus von Vogel. Dem ersten geographischen Teil fügte er einen zweiten historischen bei. In Grubers Besitz waren außerdem die Piaristenhandschriften des Nibelungenliedes.
Er starb am 13. Jänner 1807 im Kollegium in der Josefstadt.

## Werke
- Specimen bibliothecae Austriacae, seu notitia scriptorum Austriacorum, opus posthumum. Pars I. Geographia a Nic. de Vogel; recens. digessit, suppl. indic. auxit Leop. Gruber; Pars II. Historica (Vindobonae 1780, 1783)